# Йенсен, Альфред
Альфред Антон Йенсен (швед. Alfred Anton Jensen) (30 сентября 1859 — 15 сентября 1921, Вена) — шведский историк, славяновед, переводчик, действительный член Украинского научного общества в Киеве и Научного общества имени Тараса Шевченко во Львове.

## Биография
Родился 30 сентября 1859 года в г. Хельсингтуна, региона Евлеборг, Швеция. Учился в Уппсальськом университете. В 1897 г. женился на Карин Йенсен. Был референтом комитета по славянской литературе Нобелевского института при Шведской Академии наук (1900—1921). Автор исследований об А. Пушкине, М. Ю. Лермонтове. Переводил на шведский язык произведения Т. Г. Шевченко, М. М. Коцюбинского, И. С. Тургенева, Пушкина («Евгений Онегин» — дважды, «Бахчисарайский фонтан»), Лермонтова («Демон» «Мцыри») и других славянских авторов. На немецком языке написал книгу о Т. Шевченко (Вена, 1916) и исследование об И. Котляревском (Львов, 1914). Перевёл на шведский язык «Тараса Бульбу» и «Майскую ночь» Н. Гоголя, ряд стихотворений Т. Шевченко и сборник новелл М. Коцюбинского.
В 1911 г. Йенсен избран действительным зарубежным членом Научного Общества им. Шевченко во Львове. Написал научные труды о Тарасе Шевченко и Украине — «Украинский национальный скальд» (1909), «Русская литература» (1912), «Тарас Шевченко. Жизнь украинского поэта» (1916), «Украина» (1919), «Славянская культура и литература XIX века» (1920) и другие. Переписывался с Иваном Франко, дружил с Михаилом Коцюбинским, переводил его произведения. На русском языке издавались его исследования «Орлик в Швеции» и «Семья Войнаровских в Швеции» (в «Записках НОШ» 1909 г., т. 92). Издал в 1912 году на шведском языке монографию об И. Мазепе, которого характеризовал следующим образом: «Своим бессовестным эгоизмом и политической бесхарактерностью он превзошел Брюховецкого, а как государственный муж и полководец был лишь пародией на Хмельницкого». В 1921 г. был редактором вместе с М. Грушевским и другими авторами сборника «Украинцы» на шведском языке.
Умер 15 сентября 1921 г. в Вене, похоронен на кладбище Инцерсдорф. На его похоронах в Вене от украинцев говорил доктор Владимир Старосольский, который подчеркнул заслуги покойного для украинской науки и восстановление добрых связей между украинским и шведским народами. На посту эксперта по славистике Нобелевского комитета по славянским литературам умершего сменил Антон Карлгрен (1882—1973).